# Sound Theories
Sound Theories vol. I & II è un album del chitarrista italo americano Steve Vai. È stato registrato con la Metropole Orchestra nei Paesi Bassi nel periodo 2004-2005. Pubblicato il 26 giugno del 2007, Sound Theories è un doppio CD dal vivo che documenta la collaborazione tra la Metropole Orchestra e Vai.
Le tracce del primo CD (Volume I) vedono Vai alla chitarra con l'Orchestra, che ha ricevuto complimenti da tutto il mondo da parte di artisti come Mike Keneally, Terry Bozzio, Tony Bennett, Natalie Cole, Nancy Wilson e gli Yellowjackets. Ne è nata una nuova interpretazione di pezzi sia vecchi che inediti di Vai, tra cui "For the Love of God", "Liberty", "The Murder" e "The Attitude Song".
Nel secondo CD (Volume II) l'Orchestra esegue composizioni scritte da Vai, tra cui “Shadows and Sparks” e “Bledsoe Bluvd.”
Vai ha dichiarato di aver voluto essere un compositore sin da quando era ragazzino e che, sebbene non avesse trovato problemi nell'approccio alla chitarra, aveva studiato composizione e notazione musicale sin da molto prima di iniziare a suonare lo strumento. Nel corso dei suoi studi musicali successivi, mai avrebbe immaginato che un'orchestra avrebbe eseguito dei suoi brani. Ritiene inoltre che sentire la propria musica eseguita è quanto di meglio un compositore possa sperare. Questo progetto in particolare, non poteva che concepirlo come un sogno.

## Tracce
Tutte le tracce scritte da Steve Vai.

### Disco Uno - Sound Theories Vol 1: "The Aching Hunger"
1. Kill the Guy with the Ball  - 4:30
2. The God Eaters - 2:09
3. The Murder Prologue - 1:09
4. The Murder - 7:56
5. Gentle Ways - 5:48
6. Answers - 5:44
7. I'm Becoming - 2:20
8. Salamanders in the Sun - 5:05
9. Liberty - 2:06
10. The Attitude Song - 4:37
11. For the Love of God - 9:35

### Disco Due - Sound Theories Vol 2: "Shadows and Sparks"
1. Shadows and… - 8:41
2. Sparks  - 9:27
3. Frangelica Pt. 1"- 3:04
4. Frangelica Pt. 2 - 10:30
5. Helios and Vesta - 8:19
6. Bledsoe Bluvd. - 10:08

## DVD
All'album si accompagna l'uscita del DVD "Visual Sound Theories" pubblicato da Epic/Sony il 18 settembre 2007. Il DVD contiene le esecuzioni dal vivo dei concerti del "The Aching Hunger Tour" con la Holland Metropole Orchestra del luglio 2005.
Per una durata totale di oltre 2 ore, il DVD include 14 tracce con suono sia in stereo che in surround 5.1:
1. Kill The Guy With The Ball
2. The god Eaters
3. The Murder Prologue
4. The Murder
5. Answers
6. Lotus Feet
7. I'm Becoming
8. Salamanders In The Sun
9. The Attitude Song
10. Gentle Ways
11. Liberty
12. For The Love Of God
13. Shadows And Sparks
14. Frangelica Pt. I & II